# Euphorbia torrei
Euphorbia torrei är en törelväxtart som först beskrevs av Leslie Larry Charles Leach, och fick sitt nu gällande namn av Peter Vincent Bruyns. Euphorbia torrei ingår i släktet törlar, och familjen törelväxter. Inga underarter finns listade i Catalogue of Life.

## Bildgalleri

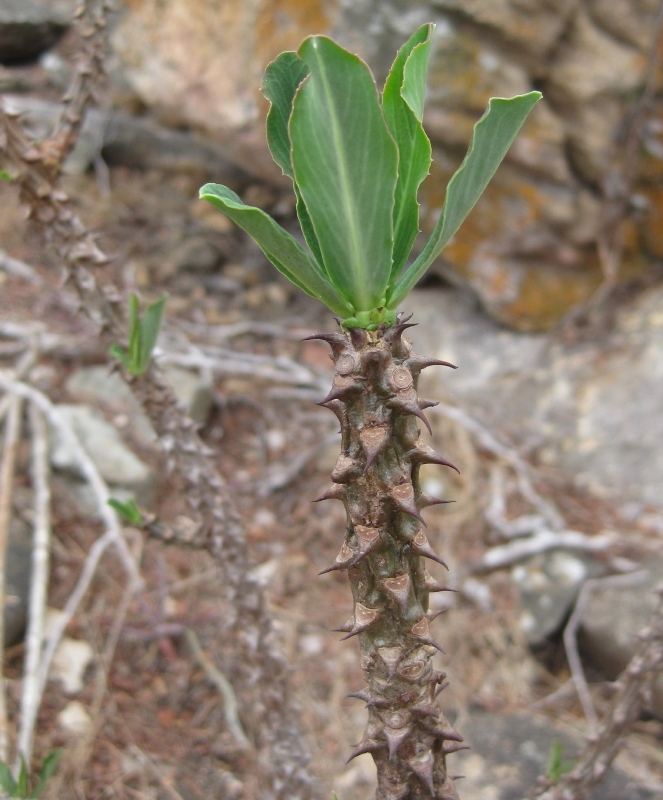
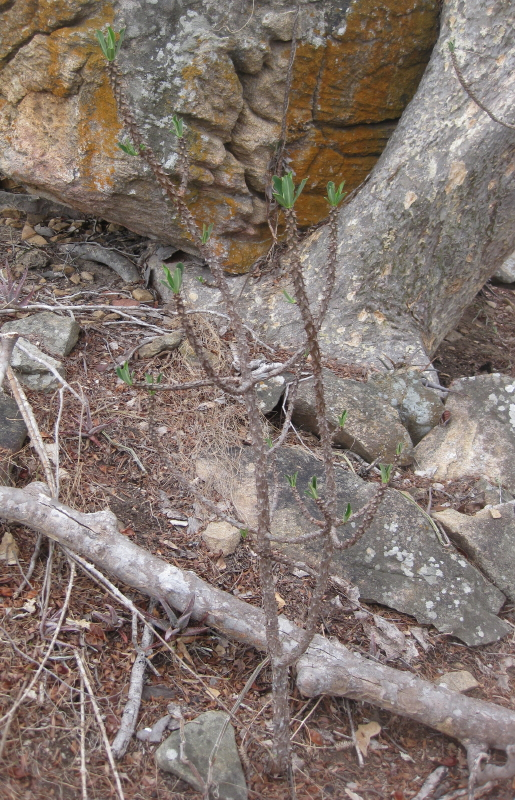